# Keturen
Keturen is een bestuurslaag in het regentschap Tegal van de provincie Midden-Java, Indonesië. Keturen telt 4212 inwoners (volkstelling 2010).